# Rob Nelson (biólogo)
Robert "Rob" Nelson (Denver, Colorado, Estados Unidos, 13 de agosto de 1979) es un biólogo, documentalista y personalidad televisiva estadounidense.
Es colaborador habitual de la serie documental de Science Channel, What on Earth? («Curiosidades de la Tierra»). A partir de 2017, fue el presentador e investigador participante en la serie documental de Science Channel, Secrets of the Underground («Secretos del subsuelo»), cuyo propósito era examinar los misterios legendarios que acechan bajo la superficie de las calles, edificios, terrenos y cuerpos de agua, etc. Nelson también fue coanfitrión del documental de Animal Planet, Life After Chernobyl («La vida después de Chernóbil») en 2015.
Tiene una Licenciatura en Arte (BA) en biología y oceanología de la Universidad de Miami, una Maestría en Ciencias (MS) de la Universidad de Hawái en Mānoa y una Maestría en Bellas Artes (MFA) de la Universidad de Montana.
Ganó un Premio Emmy en 2014 por su trabajo en Mysteries of the Driftless («Misterios de la zona sin deriva»), una película documental sobre la Driftless Area («Zona sin deriva»), una región en el Medio Oeste de los Estados Unidos, que nunca estuvo cubierta por glaciares durante la última edad de hielo. Luego filmó una secuela de Mysteries of the Driftless en 2018 llamada Decoding the Driftless («Decodificando la zona sin deriva»).
El trabajo actual de Nelson incluye ser el director de Untamed Science («Ciencia indómita»), donde presenta un programa de YouTube del mismo nombre. Trabaja en estrecha colaboración con el zoológico de Carolina del Norte para ayudar a contar historias de animales no contadas.